# Молчанов, Николай Петрович
Никола́й Петро́вич Молча́нов (укр. Микола Петрович Молчанов) — украинский военнослужащий, младший сержант, участник российско-украинской войны. Герой Украины (2025).

## Биография
В декабре 2023 года принимал участие в боях вблизи населённого пункта Работино. Несмотря на полученное ранение, не допустил продвижения российских войск к путям отхода украинской штурмовой группы. После лечения продолжил службу и участвовал в боях в районе Новогродовки.

## Награды
- Звание «Герой Украины» с удостоением ордена «Золотая Звезда» (5 мая 2025) — за личное мужество и героизм, проявленные в защите государственного суверенитета и территориальной целостности Украины, верность военной присяге[1].